# Resolução 236 do Conselho de Segurança das Nações Unidas
A Resolução 236 do Conselho de Segurança das Nações Unidas aprovada em 11 de junho de 1967, após ter tomado conhecimento dos relatos orais do Secretário-Geral, o Conselho condenou todas as violações do cessar-fogo preconizadas na Resolução 234. O Conselho solicitou que o Secretário-Geral prosseguisse as suas investigações e apresentasse o seu relatório o mais rapidamente possível, confirmando a sua exigência de cessar-fogo. O Conselho solicitou o pronto regresso às posições de cessar-fogo de quaisquer tropas que possam ter avançado posteriormente às 16h30 GMT de 10 de junho de 1967 e apelou à plena cooperação com o Chefe do Estado-Maior da Organização das Nações Unidas para a Supervisão da Trégua e os observadores na implementação do cessar-fogo.
A reunião, solicitada pela Síria, aprovada por unanimidade.